# Giampaolo Pozzo
Giampaolo Pozzo (Udine, 25 maggio 1941) è un imprenditore e dirigente sportivo italiano.
Noto principalmente per essere proprietario dell'Udinese, detiene il controllo anche della squadra inglese del Watford.

## Biografia
Membro della famiglia fondatrice della FreUd (Frese Udinesi), azienda produttrice di utensili industriali per la lavorazione del legno, fondata dal nonno nel 1910. La famiglia Pozzo è a capo di una holding attiva nella produzione e commercializzazione di utensili industriali con interessi in Spagna, attraverso la Casals, e in Francia, attraverso la Saturne. 
Nel 2008 la famiglia Pozzo cede la Freud e le società connesse alla tedesca Robert Bosch GmbH, leader mondiale nel settore degli elettroutensili, automobili e riscaldamenti.
Il figlio Gino Pozzo è il braccio destro del padre, nonché responsabile del calciomercato dell'Udinese.

## Dirigente sportivo

### Udinese Calcio
Nel luglio 1986 Pozzo rileva l'Udinese da Lamberto Mazza. Il club friulano si trova in grandi difficoltà: è coinvolto in uno scandalo scommesse e il 28 luglio 1986 viene retrocesso in Serie B, ma ottiene di restare in A con una penalizzazione di nove punti. Pozzo quindi inizia la campagna acquisti facendo arrivare a Udine Francesco Graziani, Fulvio Collovati e l'argentino Daniel Bertoni. L'Udinese retrocede chiudendo il campionato a 15 punti; senza i nove punti di penalizzazione si sarebbe salvata.
Dopo la stagione 1987-1988, nell'estate del 1988 Pozzo ingaggia Nedo Sonetti come allenatore della squadra con Antonio De Vitis, Giuseppe Minaudo, Angelo Orlando, Settimio Lucci, Antonio Paganin, Davide Zannoni, Giuseppe Catalano, Marco Branca e Claudio Garella. L'Udinese arriva terza e torna in Serie A.
L'anno successivo l'Udinese ritorna in Serie B, e dopo i Mondiali del 1990 scoppia il "caso Udinese": la disciplinare, infatti, penalizza la squadra di quattro punti per una telefonata di Pozzo al presidente della Lazio Gianmarco Calleri alla vigilia dell'incontro tra le due squadre. Pozzo si difende strenuamente ma inutilmente, infatti gli viene inflitta un'inibizione di cinque anni a ricoprire cariche sociali. Da allora non accetterà più la carica di Presidente dell'Udinese, e si limiterà ad essere il proprietario della squadra friulana.

Pozzo nella seconda metà degli anni 80 davanti alla sede dell'Udinese, club di cui è patron dal 1986.

Il 1994-1995 è l'ultimo anno di Serie B dell'Udinese, e da quel momento la squadra conquista otto qualificazioni alla Coppa UEFA, una coppa Intertoto, un terzo posto nella stagione 1997-1998 sotto la guida di Alberto Zaccheroni e il quarto posto della stagione 2004-2005 con Luciano Spalletti con la conseguente storica qualificazione ai preliminari di Champions League, che, battendo lo Sporting Lisbona, valgono l'accesso alla fase a gironi del principale torneo d'Europa.
Nel 1998 Pozzo e il figlio Gino vengono accusati di frode fiscale, falso in bilancio e appropriamento indebito nell'ambito di un'indagine sui bilanci dell'Udinese. La vicenda terminerà nel 2004 con un patteggiamento.
Nella stagione 2010-2011, con alla guida mister Francesco Guidolin, l'Udinese raggiunge l'accesso ai preliminari della Champions League. Nella stagione 2011-2012, ancora con Guidolin, l'Udinese conquista il terzo posto e quindi preliminari di Champions League. Nella stagione 2011-2012 è stato eletto miglior presidente della Serie A.

### Granada Club de Fútbol
Dopo il fallito tentativo di aumentare le proprie quote di azioni all'interno dell'Espanyol, secondo club di Barcellona, nell'estate 2009 Pozzo prende il controllo del Granada, a quel tempo in Tercera División e in difficoltà finanziarie. La gestione sportiva viene affidata a Gino Pozzo e la squadra andalusa, grazie anche ai numerosi prestiti provenienti dall'Udinese, conquista due promozioni in due anni tornando in Primera División dopo 35 anni dall'ultima apparizione. Nel maggio 2016 dopo 6 anni di presidenza, cede la società al colosso cinese Desports Group.

### Watford Football Club
Il 29 giugno 2012 la famiglia Pozzo acquista anche il club di seconda serie inglese Watford Football Club, che attraversava una grave crisi finanziaria, assumendo Gianfranco Zola come allenatore. Anche in questo caso, la politica sportiva della famiglia Pozzo prevede un largo uso di giocatori in prestito dall'Udinese e dopo tre stagioni ottiene la promozione in Premier League. La squadra retrocede nella stagione 2019-20, per poi riconquistare la Premier League nel 2021.